# Schistidium robustum
Schistidium robustum là một loài Rêu trong họ Grimmiaceae. Loài này được (Nees & Hornsch.) H.H. Blom mô tả khoa học đầu tiên năm 1996.

## Hình ảnh

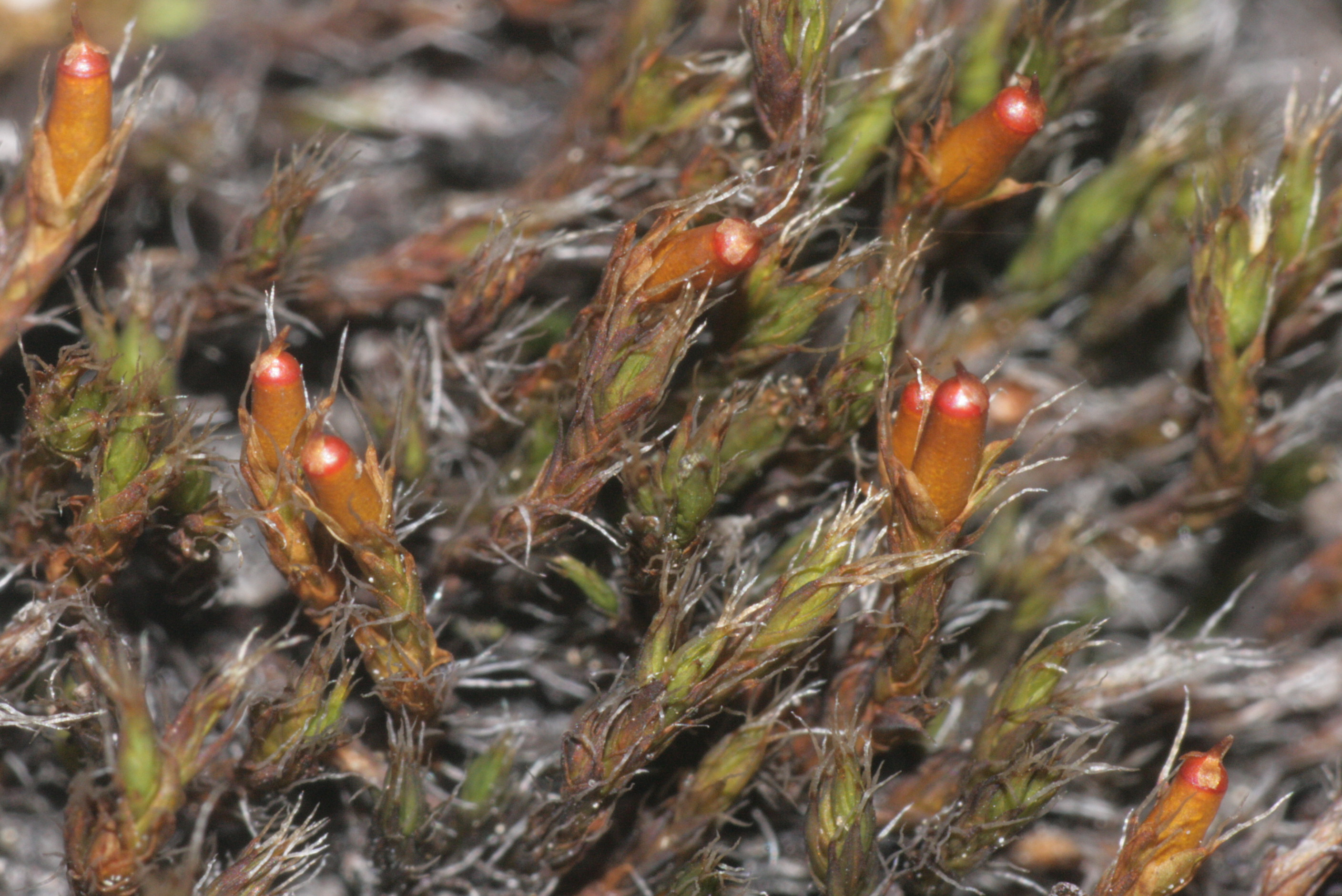
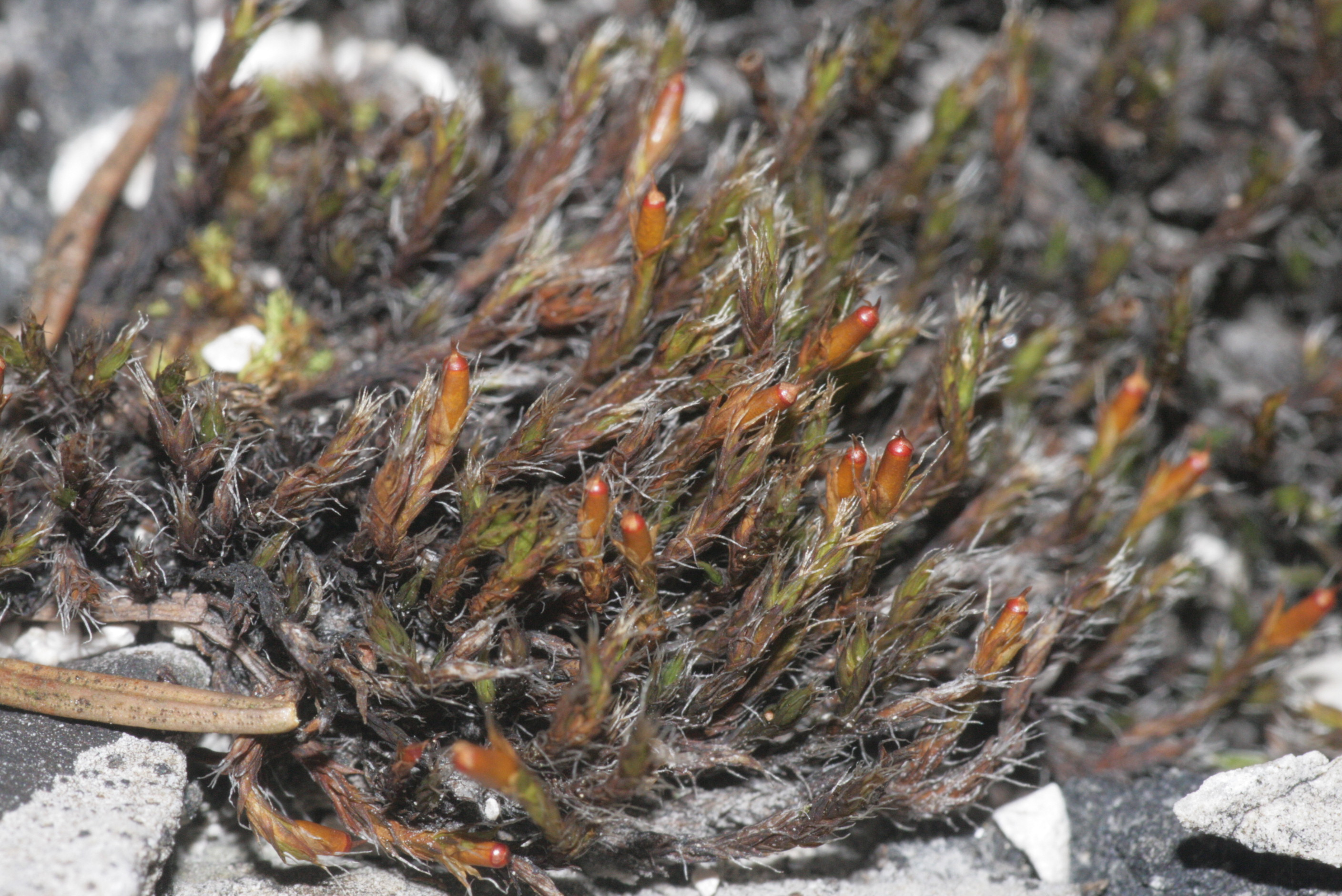
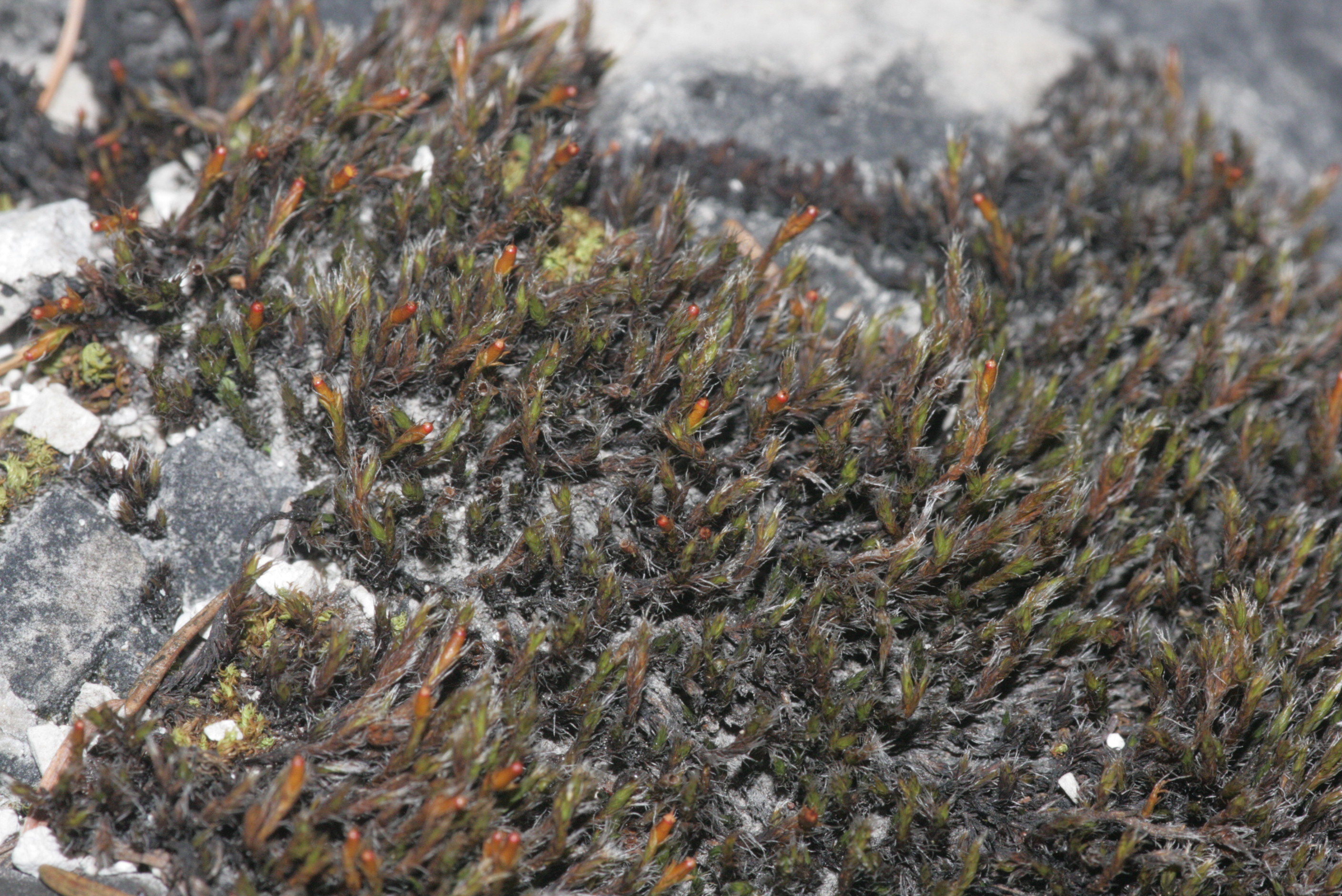
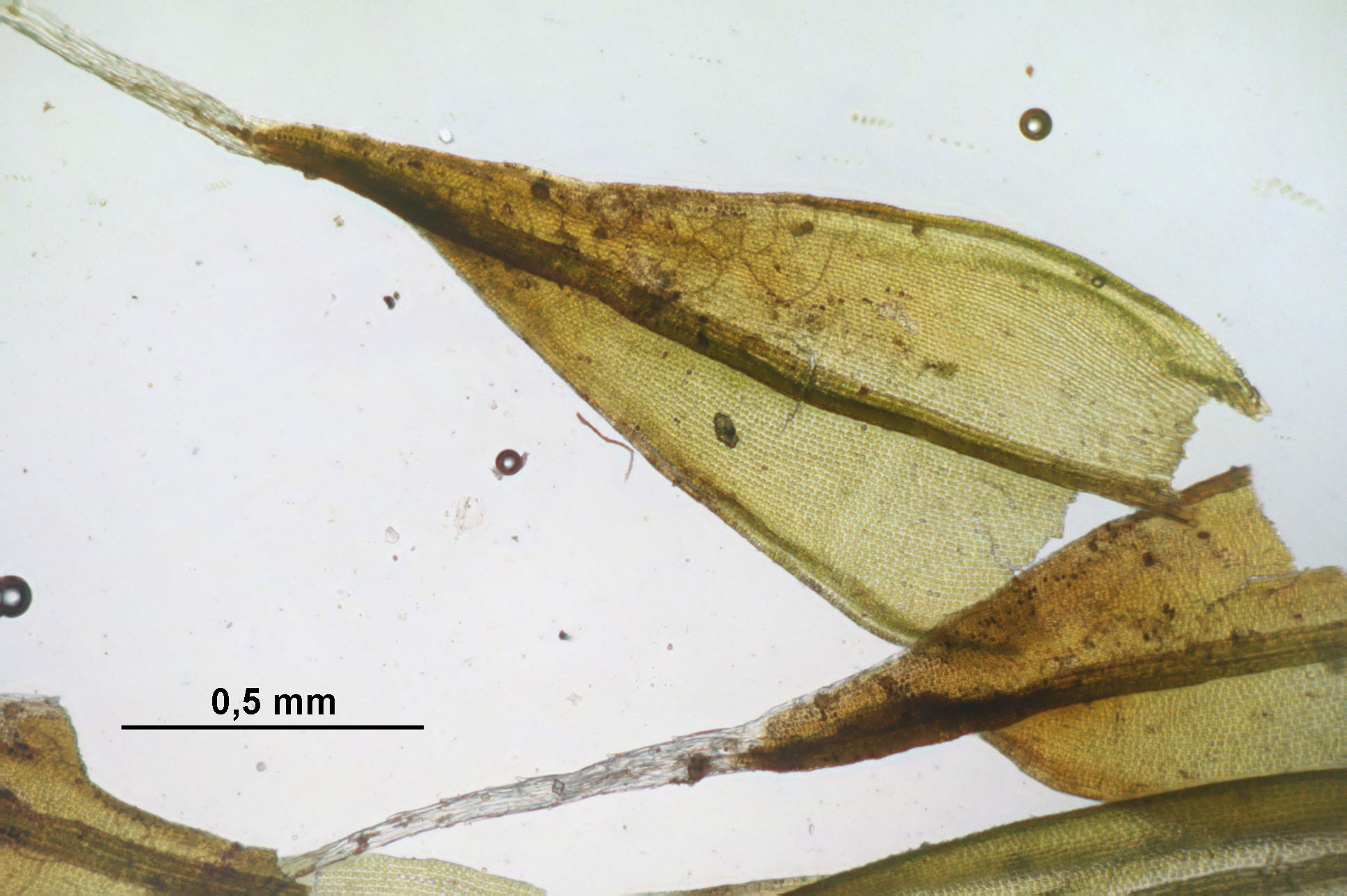